# 久松夕子
久松 夕子（ひさまつ ゆうこ、1933年6月29日 - ）は、日本の女優、声優。本名は久松孝子。東京府（現東京都）出身。劇団青年座所属。東京都立小松川高等学校卒業。

## 出演

### テレビドラマ
- ありがとう（TBS）
  - 第1シリーズ（婦人警官編） 第28話（1970年10月8日） - マサオの母親 役
  - 第3シリーズ（魚屋編） 第13話（1973年7月19日）- 看護婦 役
- 特別機動捜査隊 第607話「砂の塔」（1973年） - 文子
- 前略おふくろ様（1976年） - 三村夫人 役
- 天皇の料理番（1980年） - 高村さよ 役
- 大河ドラマ（NHK）
  - 峠の群像（1982年）
  - 武蔵 MUSASHI（2003年）
  - 八重の桜（2013年） - 西郷律 役
- だんなさまは18歳 第19話「参った園長の大ノロケ」（1983年） - 梶川夫人 役
- ニュードキュメンタリードラマ昭和 松本清張事件にせまる 第1回「昭和20年8月15日 終戦日の荷風と潤一郎」（1984年、テレビ朝日）
- 土曜ワイド劇場（テレビ朝日）
  - 若妻殺し（1985年）
  - 炎の警備隊長・五十嵐杜夫3（2005年）
  - 森村誠一のタクシー（2005年）
  - 「火災調査官・紅蓮次郎7」（2007年） - 岩永スエ 役
  - 「デパート仕掛け人!天王寺珠美の殺人推理1」（2007年） - 吉村あかねの母役
  - 「東京駅お忘れ物預り所」
    - 第2作（2008年） - 山口スエ 役
    - 第6作（2013年） - 岡田チエ 役

  - 「法医学教室の事件ファイル」（2010年）
  - 「私は代行屋!1」（2012年） - 和田シズ 役
  - 「警視庁・捜査一課長3」（2014年） - 鳥居千尋 役
- 木曜ゴールデンドラマ「遺言状戦争」（1985年、読売テレビ）
- 超人機メタルダー 第25話「とびだせ！ジャック電撃応援団」第26話「ぶっちぎり！炎のジャック野郎」（1987年） - 時田の母 役
- 獄門島（1990年、フジテレビ） - 清水種 役
- 絶唱 花嫁の亡骸を抱いて、許されぬ恋の名作（1990年、TBS）
- D×D 第4話「河童と天使と夏の日の恋」（1997年、日本テレビ）
- 天までとどけ（1997年） - 大畑すず 役
- 火曜サスペンス劇場（日本テレビ）
  - 「松本清張スペシャル・恐喝者」（1997年） - 家政婦・須田 役
  - 「転勤判事4」（1998年） - 駒田とみ 役
  - 「盲人探偵・松永礼太郎」
    - 第11作「香水迷路」（1999年）
    - 第13作「愛する人へ」（2001年）

  - 「救急指定病院10」（1999年） - 丸岡杉絵 役
  - 「だます女だまされる女4」（2002年） - 久仁恵 役
  - 「弁護士・朝日岳之助21」（2004年） - 中田弘子 役
  - 検事 霞夕子22・殺意の薔薇（2004年）
- 月曜ドラマスペシャル（TBS）
  - 「浅見光彦シリーズ14」（2000年） - 池田昌枝 役
  - 金田一耕助の傑作推理 トランプ台上の首（2000年）
- 女と愛とミステリー
  - 「旅行作家・茶屋次郎1」（2001年） - 西沢スエ 役
- 月曜ミステリー劇場（TBS）
  - 探偵 左文字進7 失踪（2003年）
  - 「十津川警部シリーズ 四国連絡特急殺人事件」（2004年） - 金子文代 役
  - 「警視庁三係・吉敷竹史シリーズ1」（2004年） - 小出サキ 役
  - 「浅見光彦シリーズ18」（2004年） - 原山トミ 役
- 貫太ですッ!（2003年） - 谷口みのじ 役
- それは、突然、嵐のように… 第5話「意外な決断」（2004年、TBS）
- 御宿かわせみ 第二章 第11話「夕涼みの女」（2004年、NHK）
- 渡る世間は鬼ばかり 第7シリーズ（2004年、TBS） - 波江
- ホットマン2（2004年、TBS）
- ファイト（2005年、NHK）
- トゥルーラブ（2006年、フジテレビ） - 高山冬乃 役
- ドラマコンプレックス「伝説の秋田犬 ハチ」（2006年、日本テレビ）
- 復讐するは我にあり（2007年、テレビ朝日）
- 月曜ゴールデン
  - 「万引きGメン・二階堂雪16」（2007年） - 橋場光恵 役
  - 「捜査指揮官 水城さや3」（2015年） - 坂上照子 役
- あんどーなつ 第1話「お菓子な出逢い」（2008年、TBS）
- 仮面ライダーW 第43話「Oの連鎖 / 老人探偵」第44話「Oの連鎖 / シュラウドの告白」（2010年、テレビ朝日） - 後藤みゆ（老体） 役
- 小暮写眞館（2013年）
- 町医者ジャンボ!! 第4話（2013年、読売テレビ） - 石川綾乃 役
- 杉村三郎シリーズ（2013年） - エプロンさんの母 役
- 金曜プレステージ
  - 「ヤバい検事 矢場健〜ヤバケンの暴走捜査〜 3」（2014年2月14日、フジテレビ） - 初枝 役
- 怪奇恋愛作戦 第3話（2015年、テレビ東京） - 老タバサ 役
- プラチナエイジ（2015年） - 岩村吾郎の母 役
- 花嫁のれん（2015年） - 吉本キミ 役
- 世にも奇妙な物語
  - 「ズンドコベロンチョ」〈リメイク版〉（2015年） - 三上修二の祖母 役
  - 「フリースタイル母ちゃん」（2017年） - 細川清子 役
- コウノドリ（2015年） - 土屋マキの祖母 役
- ガードセンター24　広域警備指令室（2016年） - 清水幸江 役
- 相棒 season16 第1話「検察捜査」（2017年10月18日） - 桑原洌 役

### 舞台
- 新・ワグナー家の女
- ジャンナ
- 遙かなる二つの祖国
- 桜姫東文章
- 白蟻の巣
- 坊ちゃん

### テレビアニメ
1968年
- 魔法使いサリー（ポニー）

1970年
- 昆虫物語 みなしごハッチ（カゲロウ、トン吉、ナナホシテントウ）

1973年
- けろっこデメタン（デメタン）

1976年
- ポールのミラクル大作戦（トビニ）

1977年
- 風船少女テンプルちゃん（フワット）

1982年
- 野生のさけび

1994年
- 親子クラブ（お婆ちゃん、花咲ハナ〈初代〉）

2002年
- ウミガメと少年（テツオの祖母）

2003年
- ドラえもん（テレビ朝日版第1期）（母方の祖母）

### 吹き替え
- 歌追い人 - ヴァイニー・バトラー（パット・キャロル）
- 探偵キャノン 第1話「炎の偽装」 - （コーリン・ウィルコックスーホーン）
- ホテル・バビロン - ドリー
- 名犬ラッシーの大冒険 - ティミー・マーティン（ジョン・プロヴォスト）※劇場公開版
- ララミー牧場 - マイク・ウィリアムズ